# Microsema numicusaria
Microsema numicusaria är en fjärilsart som beskrevs av Walker 1862. Microsema numicusaria ingår i släktet Microsema och familjen mätare. Inga underarter finns listade i Catalogue of Life.